# 8187 Akiramisawa
8187 Akiramisawa è un asteroide della fascia principale. Scoperto nel 1992, presenta un'orbita caratterizzata da un semiasse maggiore pari a 2,9885906 UA e da un'eccentricità di 0,1167335, inclinata di 11,62264° rispetto all'eclittica.